# Mileewa clavata
Mileewa clavata (лат.) — вид цикадок рода Mileewa из отряда полужесткокрылых насекомых. Эндемик Китая (Hainan Province, Yinggeling Mountain).

## Описание
Длина около 4 мм. От близких видов отличается по апикально широким передним крыльям и булавовидному стволу эдеагуса сбоку с парой дорсальных субапикальных отростков. Дорзум шоколадно-коричневый; верх головы с продольной короткой средней линией жёлтого цвета и тремя косыми боковыми линиями желтоватого цвета; глаза тёмно-коричневые; оцеллии красноватые; переднее крыло по внешнему краю беловатое, на вершине булавы прозрачное пятно; вентральная часть (лицо, грудь и брюшко) серые. Вид был впервые описан в 2021 году по материалам из Китая.